# Sinstauchira hui
Sinstauchira hui är en insektsart som beskrevs av Li, T., W. Lu, Zhenghui Jiang och C. Meng 1995. Sinstauchira hui ingår i släktet Sinstauchira och familjen gräshoppor. Inga underarter finns listade i Catalogue of Life.